# Alisha Ossowski
Alisha Ossowski (* 26. März 1995 in Herdecke) ist eine deutsche Volleyballspielerin.

## Karriere
Alisha Ossowski spielte in der Jugend Volleyball beim TV Asseln und beim TV Hörde. 2009 wechselte die damals Vierzehnjährige zum Regionalligisten TV Werne, mit dem sie 2010 in die Zweite Bundesliga aufstieg. Danach kam sie ins Sportinternat Münster, wo sie zunächst in der Zweiten Bundesliga im Nachwuchsteam des USC Münster spielte. Von 2012 bis 2016 stand die Außenangreiferin im Bundesligakader. 2011 wurde sie mit der deutschen Jugend-Nationalmannschaft Vierte bei den U18-Europameisterschaften und Fünfte bei den U18-Weltmeisterschaften. 2013 gewann sie die Westdeutschen Jugend-Volleyballmeisterschaften. 2016 beendete Ossowski ihre Profi-Karriere und spielte anschließend sporadisch für den USC II in der zweiten und dritten Liga. Aus beruflichen Gründen kehrte sie 2019 zum Drittligisten TV Hörde zurück. Von 2021 bis 2024 spielte Ossowski beim Zweitligisten VC Allbau Essen.